# 下德布尼克市鎮

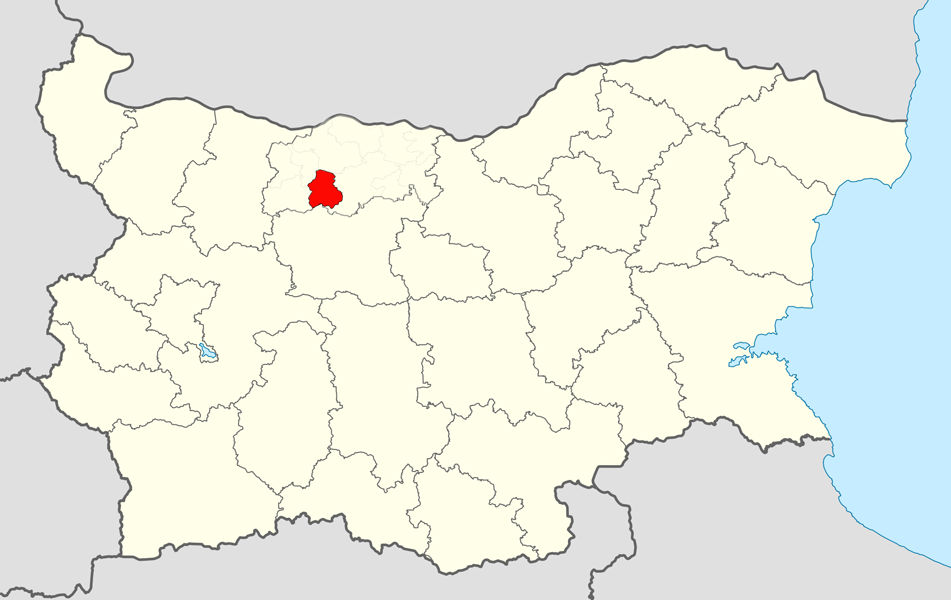

43°24′N 24°26′E / 43.400°N 24.433°E
下德布尼克市，是保加利亞的城鎮，位於該國北部，由普列文州負責管轄，首府設於下德布尼克，面積310平方公里，2009年人口14,438，人口密度每平方公里46.57人。